# 알렉산드르 타이로프

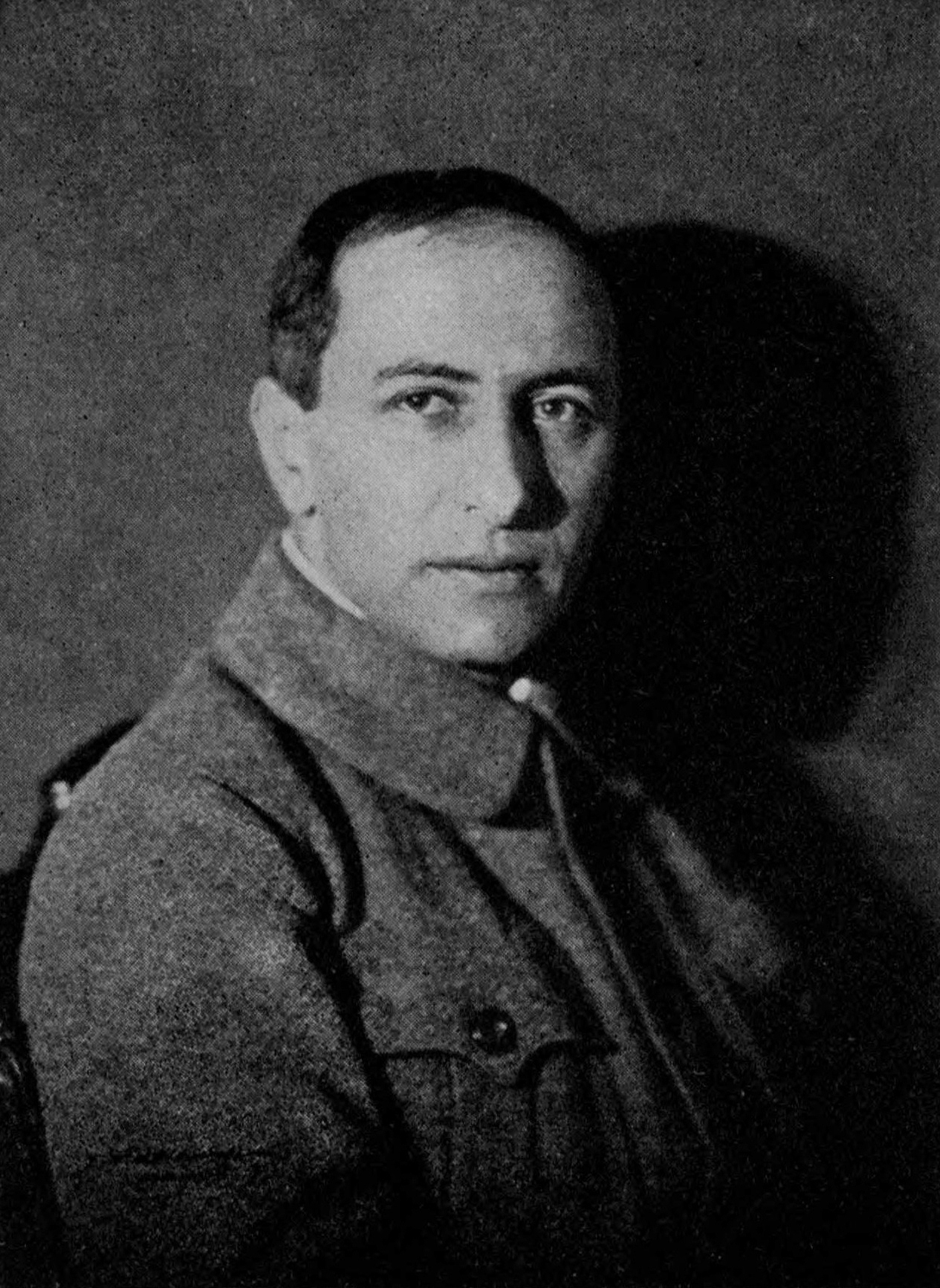

알렉산드르 타이로프(Alexander Tairov, 러시아어: Александр Таиров, 1885년 ~ 1950년)는 러시아의 연출가다.
상트페테르부르크 대학 시대에 명여우 코미사르제프스카야의 극단에 참가한 것이 그의 연극생활의 제1보이며, 배우 및 연출가로서 각지의 극단에서 일을 한 후, 1914년 모스크바에 카메르느이 극장(Kamerny Theatre)을 창립했다. 카메르느이는 실내를 뜻하는 것인데, 사실 이 극장은 1931년 개축할 때까지는 좌석 750여개의 작은 극장이었다. 문학과 회화로부터 해방된 극장, 율동적인 배우의 동작과 연기, 무대의 입체적 구성과 새로운 의상의 고안, 극과 음악과 무용의 유기적 결합, 이것이 카메르느이 극장이 내건 슬로건이었다.
초기의 카메르느이 극장은 오페레타, 비극, 소극(笑劇) 등 여러 장르의 각본을 취급했으나 그 레퍼토리에는 두 가지 흐름이 있었다. 그 하나는 타이로프의 아내이며 수석여우(首席女優)인 아리사 코넨을 주역으로 하는 <안티고네> <살로메> 등의 비극이나 드라마, 다른 하나는 <싸구려 오페라> <낮과 밤>으로 대표되는 오페레타이다. 그리고 이 양자에 공통되는 것은 새로운 형식과 기교의 끊임없는 탐구에 있었다. 그러나 30년대의 러시아 예술에 있어서의 사회주의 리얼리즘에의 풍조는 이 극장을 형식주의로부터 탈피하지 않을 수 없게 하였다.
1933년의 비시네프스키의 <낙천적 비극>의 상연은 새로운 리얼리즘을 지향하는 이 극장의 하나의 도표가 되었다. 무대의 요소를 모두 작품의 이념 해명과 표현에 종속시키고, 올바른 현대인의 형상(形象)을 창조하려는 타이로프의 노력은 전후의 여러 작품에서 열매를 맺었다고 하는데, 그는 최후까지 모더니즘과 유미주의의 무거운 짐을 버리지 못한 듯하다. 이른바 지다노프 비판 후, 1950년 카메르느이 극장은 36년간의 역사의 막을 내렸다.